# Ceriwastatyna
Ceriwastatyna, cerywastatyna (łac. cerivastatinum) – wielofunkcyjny organiczny związek chemiczny pochodzenia syntetycznego, mający w swojej cząsteczce wspólną z innymi statynami w formie aktywnej grupę farmakoforową – łańcuch β-hydroksykwasu karboksylowego.
Stosowana była jako lek zmniejszający stężenie lipidów, ma także dodatkowe działanie plejotropowe na układ krążenia poprzez wpływ na czynność śródbłonka, stabilizację blaszek miażdżycowych, hamowanie układu krzepnięcia, stymulację układu fibrynolizy, hamowanie reakcji zapalnych oraz działanie immunomodulacyjne.
Działa przez hamowanie enzymu reduktazy 3-hydroksy-3-metylo-glutarylokoenzymu A (HMG-CoA).
Stosowana była w leczeniu hiperlipidemii zarówno w monoterapii, jak i leczeniu skojarzonym. Zmniejszała liczbę incydentów wieńcowych, zgonów wieńcowych, udarów mózgu i zabiegów rewaskularyzacyjnych. Została wycofana z obrotu farmaceutycznego w 2001 roku ze względu na wysokie ryzyko rabdomiolizy.

## Występowanie
Ceriwastatyna jest syntetycznym związkiem chemicznym i nie występuje w sposób naturalny.

## Historia
W 1973 roku zespół Akira Endō po przebadaniu ponad 6000 szczepów bakteryjnych odkrył, że substancja ML-236B (mewastatyna) wydzielana przez Penicillium citrinum ma właściwości obniżania poziomu cholesterolu oraz lipoproteiny niskiej gęstości (LDL) w surowicy zwierząt laboratoryjnych i ludzi, jednakże badania na zwierzętach wykazały jej potencjalną toksyczność. W 1978 zespół Alfreda Albertsa wyizolował z produktów fermentacji Aspergillus terreus nowy związek o zbliżonej budowie, lowastatynę. W 1986 roku wykazano, że za aktywność biologiczną naturalnych statyn odpowiada łańcuch β-hydroksykwasu karboksylowego, natomiast pierścień naftalenowy może być zastąpiony innym układem pierścieniowym. Pod koniec lat 80. XX wieku specjalista chemii leków Rolf Angerbauer i biolog Hilmar Bischoff w laboratoriach firmy farmaceutycznej Bayer AG dokonali odkrycia trzeciej syntetycznej statyny – ceriwastatyny, która w 1997 roku wprowadzona została przez Bayer AG pod nazwami Baycol oraz Lipobay. Została ona wycofana 8 sierpnia 2001 roku przez producenta w uzgodnieniu z amerykańską Agencją Żywności i Leków ze względu na wysokie ryzyko rabdomiolizy, dziesięciokrotnie wyższe niż w przypadku pozostałych statyn.

## Budowa

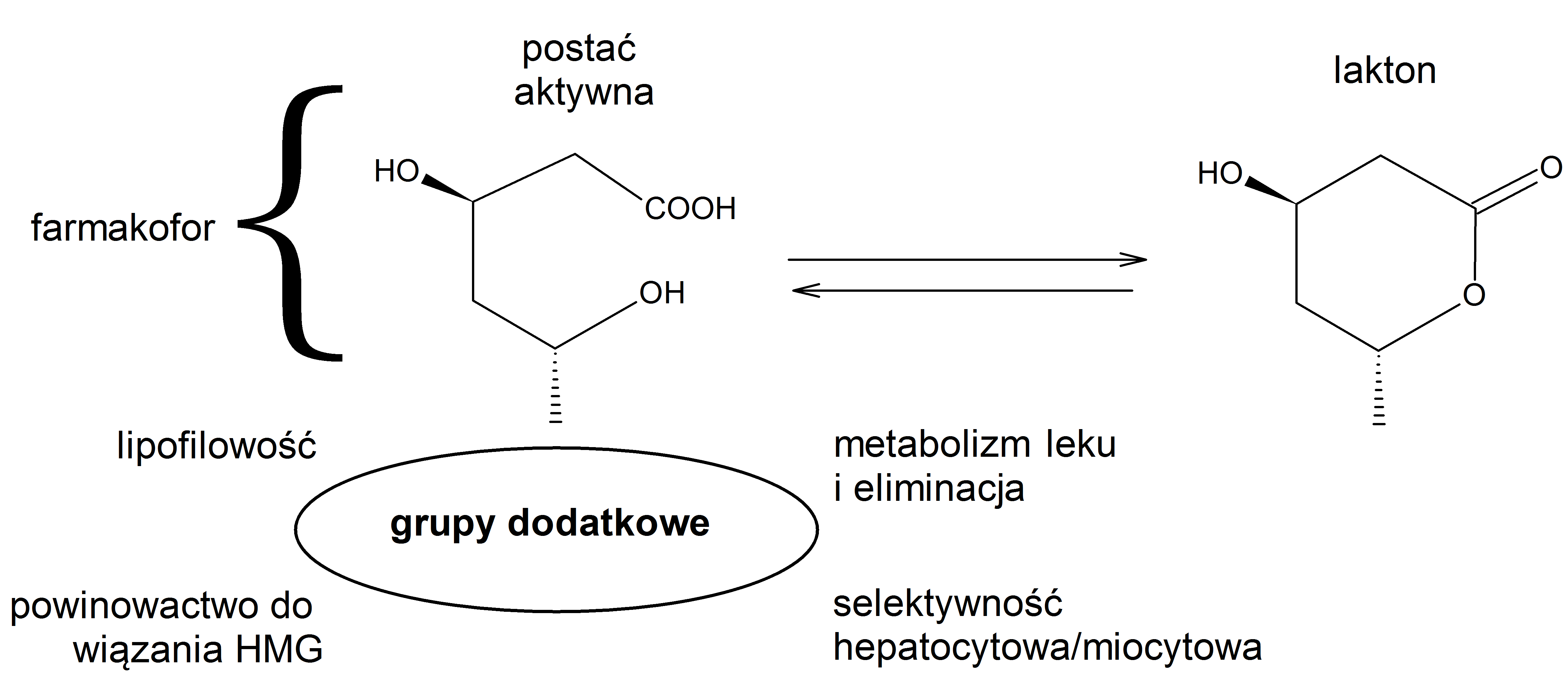
Schematyczna struktura statyn

Ceriwastatyna zbudowana jest z układu pirydyny podstawionego ugrupowaniem p–fluorofenylowym oraz grupą farmakoforową – łańcuchem β-hydroksykwasu karboksylowego.

## Mechanizm działania

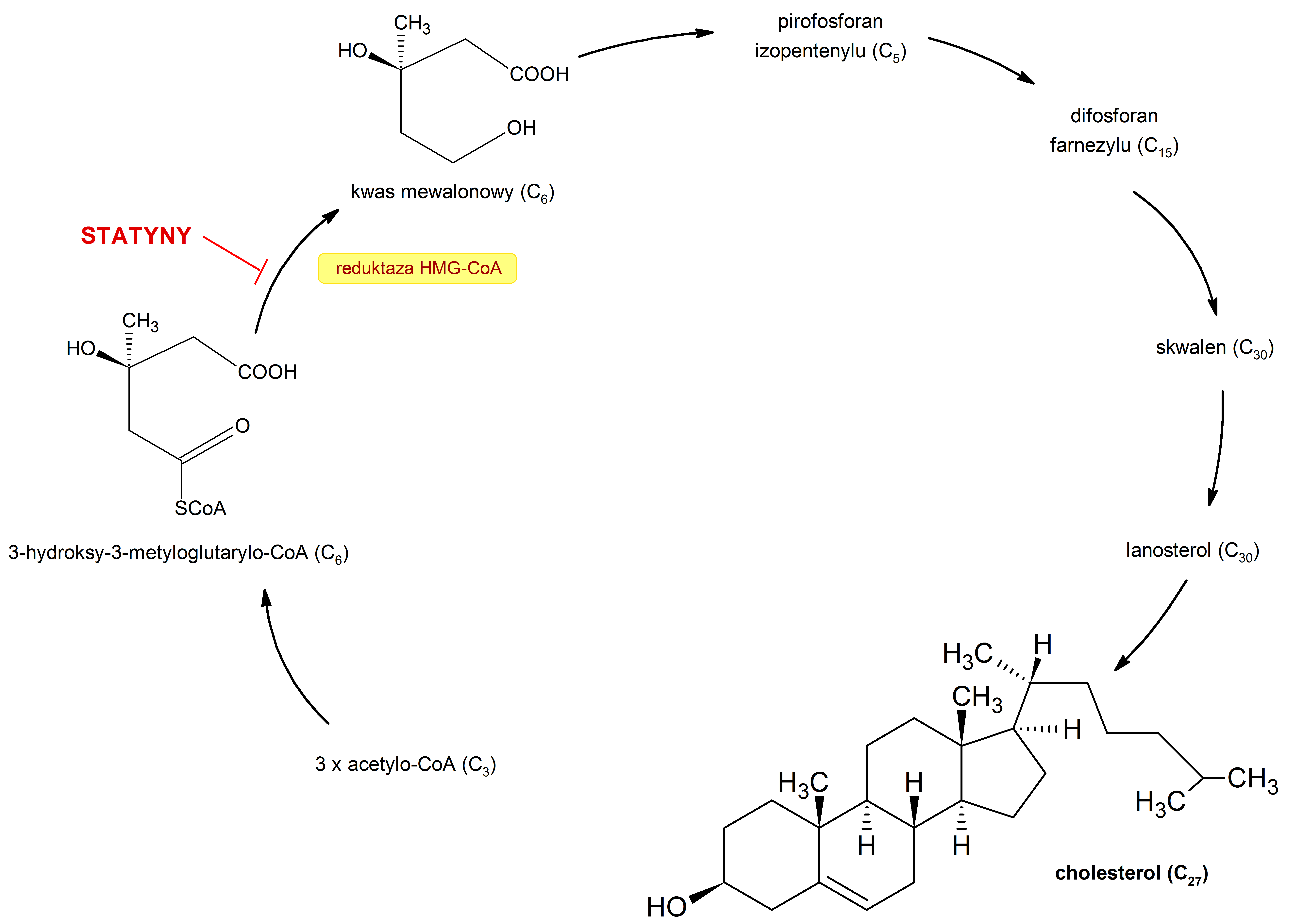
Kaskada biosyntezy donorów grup prenylowych i cholesterolu. Statyny hamują syntezę mewalonianu z HMG-CoA

Proces syntezy cholesterolu przebiega w wielu etapach. Pierwszy z nich to biosynteza mewalonianu. Na początku dzięki tiolazie i syntazie HMG-CoA z reszt acetylowych przenoszonych przez koenzym A powstaje 3-hydroksy-3-metyloglutarylokoenzym A (HMG-CoA). Związek ten jest substratem reduktazy HMG-CoA, która, wykorzystując zredukowaną postać fosforanu dinukleotydu nikotynoamidoadeninowego (NADPH+H+), redukuje go do mewalonianu (stanowiącego substrat kolejnego etapu syntezy cholesterolu). Aktywność tego enzymu hamują w warunkach naturalnych kwasy żółciowe, cholesterol i sam mewalonian. Jest to kluczowy w tym procesie enzym, którego aktywność ogranicza szybkość biosyntezy cholesterolu.

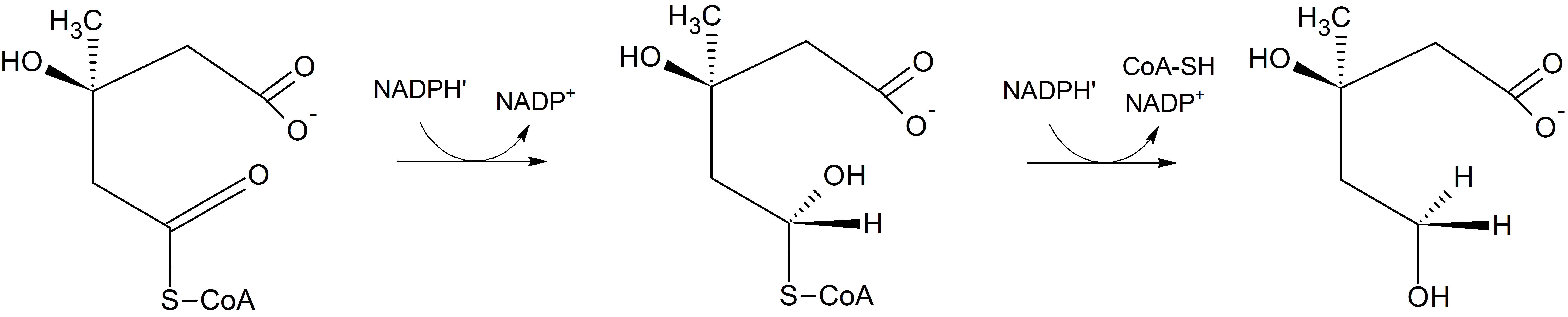
Reakcja katalizowana przez reduktazę HMG-CoA

Mechanizm działania statyn opiera się właśnie na specyficznym, kompetytywnym i odwracalnym hamowaniu reduktazy HMG-CoA, co następuje natychmiast po wniknięciu do komórki wątrobowej. Blokowanie syntezy cholesterolu powoduje spadek jego stężenia. Cholesterol uczestniczy w regulacji ekspresji wielu genów poprzez łączenie się z białkami wiążącymi sterolowe elementy regulacyjne, SREBP. Skutkiem tego jest nasilenie transkrypcji genu kodującego receptor dla lipoprotein niskiej gęstości (LDL), wzrost liczby receptorów kodowanych przez ten gen na powierzchni błony komórkowej i zwiększenie wychwytu z krwi lipoprotein niskiej oraz pośredniej gęstości. Biologicznym efektem tego mechanizmu, pod postacią zmian w lipidogramie, jest rozpoczęcie działania statyn po dwóch tygodniach, natomiast pełny efekt występuje po sześciu tygodniach od pierwszej dawki.

## Działanie plejotropowe
Podstawowym mechanizmem działania plejotropowego statyn jest wynikające z hamowania reduktazy 3-hydroksy-3-metyloglutarylokoenzymu A (HMG-CoA) zmniejszenie syntezy izoprenoidów, które wywołuje pozytywny wpływ na śródbłonek naczyniowy, zmniejsza stres oksydacyjny i blaszki miażdżycowe, a także stymuluje działanie przeciwzapalne i antyproliferacyjne.
Ceriwastatyna wykazuje następujące plejotropowe działania:
- zmniejszenie proliferacji komórek mięśni gładkich naczyń poprzez ich zwiększoną apoptozę
- stabilizację blaszki miażdżycowej poprzez hamowanie wydzielania przez makrofagi metaloproteinaz macierzy pozakomórkowej uszkadzających włókna łącznotkankowe pokrywy
- zmniejszenie zapalenia poprzez zmniejszenie poziomu białka C-reaktywnego

## Właściwości

### Właściwości fizyczne
Ceriwastatyna jest higroskopijnym białym proszkiem rozpuszczalnym w wodzie, metanolu i etanolu, natomiast w niewielkim stopniu w acetonie.

## Farmakokinetyka
Podana doustnie wchłania się z przewodu pokarmowego w 85% i podlega efektowi pierwszego przejścia w mniejszym stopniu niż inne statyny. Dostępność biologiczna wynosi 60% zarówno pod postacią niezmienioną, jak i aktywnych metabolitów. Maksymalne stężenie we krwi osiąga po 2,5 godzinie. W około 99% wiąże się z albuminami. Czas półtrwania T0,5 wynosi 2–3 godziny. Ceriwastatyna jest związkiem lipofilnym, dlatego jest bardziej podatna na metabolizm z udziałem cytochromu P450 i przenika do komórki wątrobowej na drodze dyfuzji biernej. Lipofilność cząsteczki ułatwia przenikanie ceriwastatyny do ośrodkowego układu nerwowego oraz innych narządów, co może powodować większa liczbę działań niepożądanych. Ceriwastatyna jest metabolizowana w wątrobie, głównie poprzez cytochrom P450 3A4 oraz 2C8.

## Metabolizm
Metabolizm ceriwastatyny przebiega z wytworzeniem dwóch aktywnych metabolitów M1 i M23. Metabolit M1 powstaje poprzez demetylację pirydylowego eteru metylowego, natomiast M23 poprzez hydroksylację grupy metylowej w pozycji 6′ w podstawniku izopropylowym. Połączenie tych dwóch dróg metabolizmu powoduje powstanie nieaktywnego matabolitu M24. Względna siła działania metabolitów względem ceriwastatyny wynosi w przypdku M1 50% i u M23 80%.

## Zastosowania
Ceriwastatyna jest obecnie wycofana z obrotu na całym świecie.

## Działania niepożądane
Podczas badań klinicznych stwierdzono następujące działania niepożądane w nasileniu większym niż w grupie pobierającej placebo: bóle stawów, astenia, biegunka, bóle mięśniowe, bóle kończyn dolnych, zaparcia, ból w klatce piersiowej.

### Miopatia i rabdomioliza
Odnotowano łącznie 52 przypadków zgonów związanych z ciężką rabdomiolizą, w tym 12 w przypadku leczenia skojarzonego ceriwastatyną z gemfibrozylem. Występowanie miopatii i rabdomiolizy było związane było z początkową dawką leku, aktualnie przyjmowaną dawką leku i wiekiem pacjentów.
| statyna       | liczba raportów | liczba przypadków | podejrzewana interakcja | liczba przypadków |
| ------------- | --------------- | ----------------- | ----------------------- | ----------------- |
| ceriwastatyna | 231             | 192               | fibraty                 | 22                |
| ceriwastatyna | 231             | 192               | digoksyna               | 7                 |
| ceriwastatyna | 231             | 192               | warfaryna               | 6                 |
| ceriwastatyna | 231             | 192               | makrolidy               | 2                 |
| ceriwastatyna | 231             | 192               | cyklosporyna            | 1                 |
| ceriwastatyna | 231             | 192               | mibefradyl              | 1                 |

## Dawkowanie
Ceriwastatyna była zalecana w dawkach 0,2–0,8 mg w pojedynczej dawce na noc.

### Przedawkowanie
Brakuje specyficznych danych dotyczących postępowania w przedawkowaniu ceriwastatyny. Leczenie przedawkowania ceriwastatyny jest jedynie objawowe i podtrzymujące. Ze względu na duży stopień wiązania z białkami osocza dializoterapia może okazać się nieskuteczna.